# Herpont
 Herpont  es una comuna y población de Francia, en la región de Champaña-Ardenas, departamento de Marne, en el distrito de Sainte-Menehould y cantón de Givry-en-Argonne.
Su población en el censo de 1999 era de 128 habitantes.
No está integrada en ninguna  Communauté de communes  u organismo similar.

## Demografía
| 201 | 206 | 167 | 149 | 138 | 128 |
| Para los censos de 1962 a 1999 la población legal corresponde a la población sin duplicidades (Fuente: INSEE [Consultar]) |     |     |     |     |     |

- Datos: Q1224196
- Multimedia: Herpont / Q1224196

1. ↑  Worldpostalcodes.org, código postal n.º 51460.
2. ↑  INSEE, Datos de población para el año 2012 de Herpont (en francés).